# Guilherme Orenhas
Guilherme Orenhas (* 10. September 1998) ist ein brasilianischer Leichtathlet, der sich auf den Mittelstreckenlauf spezialisiert hat.

## Sportliche Laufbahn
Erste Erfahrungen bei internationalen Meisterschaften sammelte Guilherme Orenhas im Jahr 2019, als er bei den Südamerikameisterschaften in Lima in 1:48,69 min den fünften Platz im 800-Meter-Lauf belegte. 2023 kam er bei den World University Games in Chengdu im Halbfinale über 800 Meter nicht ins Ziel und musste auch seinen Vorlauf über 1500 Meter vorzeitig beenden. 2025 gewann er dann bei den Hallensüdamerikameisterschaften in Cochabamba in 1:51,02 min die Bronzemedaille über 800 Meter hinter seinem Landsmann Leonardo Santos und Marco Vilca aus Peru. Anschließend kam er bei den Hallenweltmeisterschaften in Nanjing im Vorlauf nicht ins Ziel. Ende April belegte er bei den Südamerikameisterschaften in Mar del Plata in 1:52,51 m den siebten Platz.
2023 wurde Orenhas brasilianischer Meister in der 4-mal-400-Meter-Staffel.

## Persönliche Bestzeiten
- 400 Meter: 46,62 s, 8. Juni 2024 in Cochabamba
- 800 Meter: 1:45,47 min, 1. Februar 2025 in Bragança Paulista
  - 800 Meter (Halle): 1:51,02 min, 23. Februar 2025 in Cochabamba
- 1500 Meter: 3:46,45 min, 25. Juni 2022 in Rio de Janeiro